# Outing, Guangdong
Outing är ett stadsdelsdistrikt i sydöstra Kina. Det ligger i stadsdistriktet Longhu i staden Shantou i provinsen Guangdong, omkring 350 kilometer öster om provinshuvudstaden Guangzhou. 